# Leessang
Leessang (hangul: 리쌍) är en sydkoreansk hiphopgrupp bildad 2002.
Gruppen består av de två manliga medlemmarna Gary och Gil.

## Medlemmar
| Artistnamn   | Artistnamn | Födelsenamn    | Födelsenamn | Födelsedatum     |
| Romanisering | Hangul     | Romanisering   | Hangul      | Födelsedatum     |
| ------------ | ---------- | -------------- | ----------- | ---------------- |
| Gary         | 개리       | Kang Hee-gun   | 강희건      | 24 februari 1978 |
| Gil          | 길         | Gil Seong-joon | 길성준      | 24 december 1977 |

## Diskografi

### Album
| Albuminformation                                              | Topplacering          |
| Albuminformation                                              | Sydkorea (Gaon Chart) |
| ------------------------------------------------------------- | --------------------- |
| Leessang of Honey Family (Studioalbum) - Släppt: 27 juni 2002 | —                     |
| Jae, Gyebal (Studioalbum) - Släppt: 22 maj 2003               | —                     |
| Library of Soul (Studioalbum) - Släppt: 13 oktober 2005       | —                     |
| Black Sun (Studioalbum) - Släppt: 15 maj 2007                 | —                     |
| Baekajeolhyeon (Studioalbum) - Släppt: 8 januari 2009         | —                     |
| Hexagonal (Studioalbum) - Släppt: 6 oktober 2009              | 23                    |
| Asura Balbalta (Studioalbum) - Släppt: 25 augusti 2011        | 2                     |
| Unplugged (Studioalbum) - Släppt: 25 maj 2012                 | 6                     |